# ハリー・クプファー
ハリー・アルフレート・ロベルト・クプファー（ドイツ語: Harry Alfred Robert Kupfer、1935年8月12日 - 2019年12月30日）は、ドイツのオペラ演出家。

## 経歴

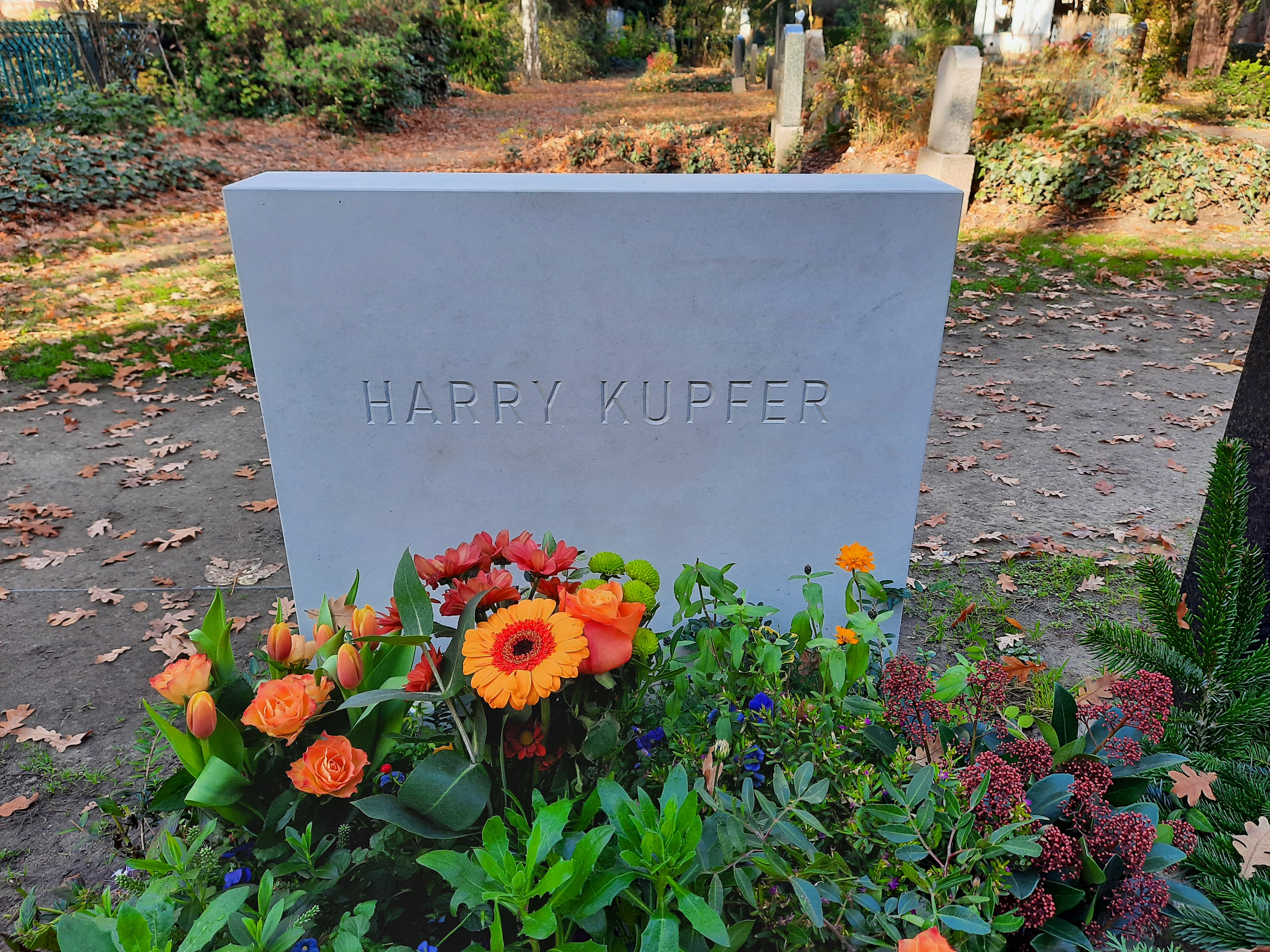
ハリー・クプファーの墓石 ドロテーエンシュタット墓地ベルリン

ベルリンで生まれる。東ドイツでキャリアをスタートする。1953年 - 1957年 ライプツィヒの「ハンス・オットー」演劇アカデミー（ドイツ語版）で演劇を学んだ。1958年にはハレ州立劇場（現：ザクセン＝アンハルト州オペラハウス・ハレ（英語版））の演出助手となり、ドヴォルザークの『ルサルカ』を演出してデビュー。1958年から1962年までメクレンブルク＝フォアポンメルン州シュトラールズント劇場（英語版）のオペラ部門の責任者を務めた。1962年から1966年まではカール＝マルクス＝シュタットでオペラ演出家カール・リハ（ドイツ語版）のもとで同じ役割を果たした。
1966年から1972年までヴァイマール国立劇場（英語版）のオペラ監督、1972年から1981年までゼンパー・オーパー（ドレスデン国立歌劇場）のオペラ監督を務めた。ドレスデンでは、彼が国際的に知られるようになった重要な演出作品が数多く生まれた（シェーンベルクの『モーゼとアロン』やウド・ツィンマーマン（英語版）のいくつかの作品の初演など）。1971年には、リヒャルト・シュトラウスの『影のない女』で、ベルリン国立歌劇場で初演出を行なった。海外での最初の仕事は、1973年にグラーツ歌劇場で上演されたリヒャルト・シュトラウスの『エレクトラ』であった。
1977年から1981年までは、ドレスデンのカール・マリア・フォン・ウェーバー音楽大学（ドレスデン音楽大学）の教授を務めた。1981年にはベルリン・コーミッシェ・オーパーの首席演出家となり、ここでの活動によりヨーロッパで最も前衛的なオペラ演出家としての評価が定着する。特にモーツァルト－ツィクルスの上演では高い評価を得た。2002年にブリテンの『ねじの回転（英語版）』を演出し話題をさらい、コーミッシェ・オーパーに別れを告げた。彼は、この作品でバイエルン演劇賞を受賞した。
彼は175を超える作品を演出しており、特にリヒャルト・シュトラウス、ワーグナー、モーツァルトは彼の主要なレパートリーであった。ヴァイマール、ドレスデン、ベルリンでの活動に加えて、グラーツ、コペンハーゲン、アムステルダム、カーディフ、ロンドン、ウィーン、ザルツブルク、バルセロナ、サンフランシスコ、モスクワ、チューリッヒ、そしてドイツ民主共和国時代の西ドイツでもゲスト出演した。
バイロイト音楽祭では1978年に『さまよえるオランダ人』、1988年から1992年にダニエル・バレンボイム指揮の『ニーベルングの指環』を演出し、大きな評価を得た。1986年のザルツブルク音楽祭ではクシシュトフ・ペンデレツキとともにオペラ『Die schwarze Maske（英語版）』（ゲアハルト・ハウプトマン作）の台本を書き、1986年のザルツブルク音楽祭で世界初演した。 彼はミュージカルの分野でも成功を収めた。1992年には、アン・デア・ウィーン劇場でピア・ドゥーヴェス主演のミュージカル『エリザベート』を上演。バルセロナのリセウ大劇場で、彼は2003年から2004年にかけて再びワーグナーの『指輪』を上演し、「最優秀演出家」に選ばれた。 クプファーの近年の演出作品には、2014年にザルツブルク音楽祭で手掛けたリヒャルト・シュトラウス『ばらの騎士』がある。同作品は2016年にミラノ・スカラ座でも上演された。最後の演出作品は、2019年春にコーミッシェ・オーパーで上演されたヘンデルの『ポーロ（英語版）』である。
彼は、クラウディオ・アバド、ペーター・ギュルケ、ヴォルフガング・レナート、ゲルト・アルブレヒト、ハンス・フォンク、ヘルベルト・ブロムシュテット、ダニエル・バレンボイム、ロルフ・ロイター、セバスティアン・ヴァイグレ、コリン・デイヴィス、シモーネ・ヤング、ズービン・メータなど、数多くの重要な指揮者と共演している。彼と一緒に仕事をした舞台美術家には、ラインハルト・ツィンマーマン、ペーター・ザイコラ、ワレリー・レヴェンタール、ヴィルフリート・ヴェルツ、ハンス・シャフェルノホ、フランク・フィリップ・シュレスマンなどがいる。
また彼はベルリン芸術アカデミー、ハンブルク自由芸術アカデミーの一員であり、ベルリン芸術大学で教鞭をとり、後進の指導に当たった。2004年には、元国立歌劇場芸術総監督のハンス・ピシュナーの提案により、ベルリン＝ウィーンの欧州文化ワークショップ（EKW）の正式な名誉会員に任命された。
2019年12月30日、ベルリンで長い闘病生活の末に死去した。84歳没。

## 家族・親族
夫人は声楽家、音楽教育者のマリアンネ・フィッシャー＝クプファー（ドイツ語版）（1922–2008）、娘に女優のクリスティアーネ・クプファー（ドイツ語版）（1960 - ）がいる。

## 演出手法
ハリー・クプファーの作品は、ヴァルター・フェルゼンシュタインが開発したリアルな「ムジークテアター」の伝統を受け継いでおり、特にベルリン・コミッシェ・オーパーでの上演で経験したものである。彼の作品は、全体を大まかにとらえるのではなく、作品の意味合いから解釈を綿密に論理的帰結へと導いて展開していくのが特徴である。舞台の各シーンでの出来事、葛藤、アクションの劇的な意味づけは、スコアとキャラクター間の関係から論理的に認証される。歌手（彼は常に演技力のある俳優として求めていた）とコーラスとのリハーサルを区別して行うことで、彼の作品の特徴である生き生きとした信頼感が生まれた。ジョルジオ・ストレーラー（英語版）の「人間劇場」の考えに賛同したのである。そうして彼は、ブレヒトの弁証法的演劇の手法に従って、常に歴史的・政治的文脈の中に登場人物を配置し、彼らの行動を決定づけていた。

## 作品（主なもの）
- 1966: Richard Wagner: Tannhäuser, Nationaltheater Weimar, ML: Gerhard Pflüger
- 1967: Richard Strauss: Salome, Nationaltheater Weimar, ML: Gerhard Pflüger
- 1971: Richard Strauss: Die Frau ohne Schatten, Berliner Staatsoper, ML: Otmar Suitner
- 1972: Wolfgang Amadeus Mozart Die Hochzeit des Figaro, Staatstheater Dresden, ML: Siegfried Kurz
- 1972: Giuseppe Verdi: Otello, Berliner Staatsoper, ML: Wolfgang Rennert
- 1973: Udo Zimmermann: Levins Mühle, Uraufführung, Staatstheater Dresden, ML: Siegfried Kurz
- 1975: Arnold Schönberg: Moses und Aron, DDR-Erstaufführung, Staatstheater Dresden, ML: Siegfried Kurz
- 1975: Richard Wagner: Tristan und Isolde, Staatstheater Dresden, ML: Marek Janowski
- 1975: Alban Berg: Wozzeck, Opernhaus Graz, ML: Gustav Erny
- 1976: Alexander Borodin: Fürst Igor, Königliches Theater Kopenhagen, ML Wolfgang Rennert
- 1976: Udo Zimmermann: Der Schuhu und die fliegende Prinzessin, Uraufführung, Staatstheater Dresden, ML: Max Pommer
- 1977: Richard Strauss: Elektra, De Nederlandse Operastichting, Amsterdam, ML Michael Gielen
- 1977: Richard Wagner: Parsifal, Berliner Staatsoper, ML: Otmar Suitner
- 1978: Richard Wagner: Der fliegende Holländer, Bayreuther Festspiele, ML: Dennis Russell Davies
- 1979: Rainer Kunad: Vincent, Uraufführung, Staatstheater Dresden, ML: Peter Gülke
- 1979: Alban Berg: Lulu, Oper Frankfurt am Main, ML: Michael Gielen
- 1980: Pjotr Iljitsch Tschaikowski: Eugen Onegin, Staatstheater Dresden, ML: Herbert Blomstedt
- 1981: Leoš Janáček: Jenůfa, Oper Köln, ML: Gerd Albrecht
- 1981: Richard Wagner: Die Meistersinger von Nürnberg, Komische Oper, Berlin, ML: Rolf Reuter
- 1982 bis 1990: Mozart-Zyklus (1982 Die Entführung aus dem Serail, 1984 Così fan tutte, 1986 Die Zauberflöte, 1986 Die Hochzeit des Figaro, 1987 Don Giovanni, 1990 Idomeneo), Komische Oper, Berlin
- 1983: Aribert Reimann: Lear, Komische Oper, Berlin, ML: Hartmut Haenchen
- 1984: Giacomo Puccini: La Bohème, Komische Oper Berlin, Volksoper Wien (im Repertoire), ML: Ernst Märzendorfer
- 1984: Georg Friedrich Händel: Giustino, Komische Oper, Berlin, ML: Hartmut Haenchen
- 1985: Georg Friedrich Händel: Belsazar, Hamburgische Staatsoper, ML: Gerd Albrecht
- 1985: Bedřich Smetana: Die verkaufte Braut, Komische Oper Berlin, ML: Rolf Reuter
- 1986: Krzysztof Penderecki: Die schwarze Maske, Salzburger Festspiele, ML: Woldemar Nelson
- 1987: Bernd Alois Zimmermann: Die Soldaten, Württembergisches Staatstheater Stuttgart, ML: Dennis Russell Davies
- 1988: Richard Wagner: Der Ring des Nibelungen, Bayreuther Festspiele, ML: Daniel Barenboim
- 1989: Richard Strauss: Elektra, Wiener Staatsoper, ML: Claudio Abbado
- 1989: Pjotr Iljitsch Tschaikowski: Die Jungfrau von Orleans, Bayerische Staatsoper München, ML: Gerd Albrecht
- 1991: Georg Katzer: Antigone oder die Stadt, Uraufführung, Komische Oper, Berlin, ML: Jörg Peter Weigle
- 1992: Richard Wagner: Parsifal, Staatsoper Berlin, ML: Daniel Barenboim
- 1993: Hector Berlioz: La damnation de Faust, Royal Opera House, Coventgarden, London, ML: Colin Davis
- 1994: Modest Mussorgski: Chowanschtschina, Hamburgische Staatsoper, ML: Gerd Albrecht
- 1995: Richard Wagner: Die Meistersinger von Nürnberg, De Nederlandse Opera Amsterdam, ML: Gerd Albrecht
- 1995: Nikolai Rimski-Korsakow: Die Legende von der unsichtbaren Stadt Kitesch, Bregenzer Festspiele, ML: Vladimir Fedoseyev
- 1996: Richard Wagner: Lohengrin, Staatsoper Berlin, ML: Daniel Barenboim
- 1997: Giuseppe Verdi: Macbeth, Bayerische Staatsoper München, ML: Mark Elder
- 1998: Hans Werner Henze: König Hirsch, Komische Oper Berlin, ML: Yakov Kreizberg
- 1999: Michael Kunze/Sylvester Levay: Mozart, Uraufführung, Theater an der Wien, ML: Caspar Richter
- 2000: Wolfgang Amadeus Mozart: Titus, Komische Oper Berlin, ML: Yakov Kreizberg
- 2000: Aribert Reimann: Bernarda Albas Haus, Uraufführung, Bayerische Staatsoper München, ML: Zubin Mehta
- 2001: Othmar Schoeck: Penthesilea, Florenz, ML: Gerd Albrecht
- 2002: Benjamin Britten: The Turn of the Screw, Komische Oper Berlin, ML: Matthias Foremny
- 2003/04: Richard Wagner: Der Ring des Nibelungen, Gran Teatre del Liceu, Barcelona, ML: Sebastian Weigle
- 2005: Kurt Weill: Aufstieg und Fall der Stadt Mahagonny, Semperoper, ML: Sebastian Weigle
- 2010: Richard Strauss: Ariadne auf Naxos, Theater an der Wien, ML: Bertrand de Billy
- 2014: Richard Strauss: Der Rosenkavalier, Salzburger Festspiele, ML: Franz Welser-Möst
- 2014: Richard Wagner: Parsifal, New National Theatre, Tokio, ML: Taijiro Iimori
- 2015: Michail Glinka: Iwan Sussanin, Oper Frankfurt, ML: Sebastian Weigle
- 2016: Ludwig van Beethoven: Fidelio, Staatsoper Berlin, ML: Daniel Barenboim
- 2016: Dmitri Schostakowitsch: Lady Macbeth von Mzensk, Bayerische Staatsoper, ML: Kirill Petrenko
- 2018: Giuseppe Verdi: Macbeth, Staatsoper Unter den Linden, ML: Daniel Barenboim
- 2019: Georg Friedrich Händel: Poros, Komische Oper Berlin, ML: Jörg Halubek

## 栄誉（主なもの）
- 1968年: 東ドイツの芸術賞
- 1983年: 東ドイツ国家賞、芸術と文学のファーストクラス
- 1985年: ドイツ批評家賞
- 1993年: フランクフルト音楽賞
- 1994年: ベルリン州のメリット勲章
- 1994年: ベルリンの熊（BZ文化賞）
- 2002年: ドイツ連邦共和国功労勲章大功労十字星章
- 2004年: ヨーロッパ文化ワークショップ（EKW）ベルリン＝ウィーンの名誉会員
- 2005年: 劇作家協会のシルバーリーフ

## 発言の引用
- 「オペラという美しい総合芸術の中で、世界のあらゆる疑問を演じ切り、その過程で人間の共存を提案したい」ハリー・クプファー
- 「ハリーの良さは、彼の発言のすべてが、作品に対する深い知識から来ていることだ。彼の提案や解決策は、最初に時々おかしな印象を受けることがあっても、決して音楽に反するものではない。」 ヴォルフガング・ワーグナー
- 「彼とのコラボレーションが始まって以来、聴きたい人にもそうでない人にも『ハリー・クプファーは音楽界で最も重要なディレクターだと思っている』と伝えてきた。」 ゲルト・アルブレヒト